# Doris D & The Pins
Doris D & The Pins est un girl group disco/pop néerlandais et britannique qui connut du succès aux Pays-Bas et en Belgique et dans une moindre mesure en Allemagne dans la première moitié des années 1980.

## 1980: formation du groupe
La figure centrale de ce groupe féminin fut la chanteuse et danseuse britannique Doris D. (pseudonyme de Debbie Jenner (née le 22 février 1959 à Skegness au Royaume-Uni) qui fut brièvement en 1980 le visage du groupe américain Lipps Inc. sur les plateaux de télévision néerlandais et allemand en faisant du playback sur le titre Funkytown (la véritable interprète étant Cynthia Johnson).
Les auteurs-compositeurs et producteurs Hans van Hemert et Piet Souer (célèbres grâce à la réussite commerciale du trio pop Luv') et Martin Duiser tombèrent sous le charme de Debbie en la voyant danser à la télévision et lui proposèrent de devenir chanteuse soliste d'une formation féminine. Trois danseuses hollandaises (Ingrid de Goede, Yvonne van Splunteren, Irene Van den Hoeven) et une anglaise (Dona Baron) furent recrutées pour accompagner Debbie et baptisées The Pins. C'est ainsi que le quintette Doris D. & The Pins vit le jour.

## 1981: 1985: Les Années Fastes
Souer et Van Hemert composèrent la chanson disco-pop Shine Up et la firent enregistrer par Debbie. Les chœurs furent enregistrés par la chanteuse Saskia (du duo Saskia & Serge, populaire aux Pays-Bas) et non par The Pins qui se contentèrent de faire du playback et de danser sur Shine Up lors de prestations scéniques ou télévisées.
Au début de l'année 1981, Doris D. & The Pins inscrit le single Shine Up à la première place des charts néerlandais et flamands et à la quinzième position du hit parade allemand. Peu après, le second simple Dance On atteignit le Top 5 en Hollande et en Flandres et la trente neuvième place des charts allemands. Le disque suivant, le simple The Marvellous Marionettes fut N°8 aux Pays-Bas et N°16 en Flandres. Dans la foulée, sortit le premier album éponyme du groupe (N°22 en Hollande) dont la réalisation artistique fut supervisée par Piet Souer et Martin Duiser qui firent appel à l'Orchestre suédois Radio Philhamonic Stockholm pour enregistrer les cuivres et les cordes au Studio Polar (les studios d'enregistrement d'ABBA).
En 1982, à la suite d'un procès (gagné par Doris D.), The Pins se séparèrent de Doris D. et formèrent un autre groupe du nom de Risqué qui obtint du succès avec le single Girls Are Back In Town. Doris engagea quatre nouvelles Pins (toutes de nationalité britannique). Jamaica (N°17 aux Pays-Bas et N°12 en Flandres (Belgique) fut le premier disque de la nouvelle mouture du girl group.
À partir de 1983, le producteur Jacques Zwart (époux de Marga Scheide de Luv') s'occupa de la direction artistique de Doris D & The Pins. Le single Starting At The End atteignit la 27e place du Top 40 néerlandais au début 1984.
En 1985, le groupe se sépara.

## Debbie Jenner: aerobic, fitness et pilates
Après la séparation de Doris D. & The Pins, Debbie Jenner fut Dance Captain et Company Manager de la version néerlandaise de la fameuse comédie musicale Cats (après y avoir tenu un rôle) au théâtre royal Carré d'Amsterdam. Elle assista en 2002/2003 Michael King, le chorégraphe du spectacle A Tribute To The Blues Brothers pour les productions néerlandaises et allemandes de ce show.
Elle fut une pionnière de l'aérobic et du fitness aux Pays-Bas au début des années 1980. Elle fut l'une des premières professeurs en Hollande à obtenir un diplôme de l'American Council Of Exercise et de l'Aerobics and Fitness Association of America, deux instances réputées dans le domaine du fitness. Elle se rendit célèbre au plat pays grâce à ses vidéos d'exercices physiques (en suivant l'exemple de Jane Fonda). Elle créa sa propre école de danse et de fitness dans la capitale néerlandaise. Elle obtint le prix de Instructor Of The Year de Fit-Magazine en 1991 et le Lifetime Achievement Award de l'EFAA en 2002 couronnant l'ensemble de sa carrière de professionnel du fitness. Elle anima des programmes de gymnastique à la télévision et à la radio et écrivit des articles pour divers magazines ainsi que des livres à ce sujet.
Elle est depuis 2000 à la tête de The Pilates Company et a le grade de Master Trainer à l'Institut Anglais de Pilates et entraîne de nombreuses célébrités hollandaises.
Aujourd'hui, Debbie n'assume pas son passé de chanteuse de Doris D & The Pins. Le prénom Doris est désuet dans les pays anglophones. Étant une professionnelle reconnue par les fédérations anglaises et américaines de fitness, elle ne souhaite plus se faire connaître comme l'ancienne Doris D. D'ailleurs, dans son portrait qui retrace son parcours sur le site de la Pilates Company, le nom de la formation à laquelle elle a appartenu n'est pas mentionné. Il est simplement précisé qu'elle a été le leader de l'un des plus populaires groupes des années 1980.

## 1998: bref come-back
La formation originale de Doris D & The Pins se produisit lors des Amsterdam Gay Gaymes le 7 août 1998 à l'Amstel à Amsterdam.

## Doris D & The Pins dans les charts

### Singles
(meilleure position dans les listes des ventes):
- Shine Up (1981): N°1 aux Pays-Bas et en Flandre (Belgique), N°15 en Allemagne
- Dance On (1981): N°2 aux Pays-Bas, N°3 en Flandre (Belgique) et N°39 en Allemagne
- The Marvellous Marionettes (1981): N°8 aux Pays-Bas et N°16 en Flandre (Belgique)
- Jamaica (1982): N°17 aux Pays-Bas et N°12 en Flandre (Belgique)
- Starting At The End (1984): N°27 aux Pays-Bas

### Album
- Doris D. & The Pins (1981): N°22 aux Pays-Bas

### Sources des classements
- Classements néerlandais : (nl) Stichting Nederlandse Top 40, Megacharts/Media Control & Gfk International
- Classements belges/flamands : (nl) BRT Top 30/Radio 2 Top 30
- Classements allemands : (de) Moteur de recherche-Musikmarkt/Media Control

## Discographie

### Singles
- 1980 Shine Up
- 1981 Dance On
- 1981 The Marvellous Marionettes
- 1982 Jamaica
- 1982 Who Cares
- 1983 Girlfriend
- 1983 Everybody's Doing Their Thing (Hula Hoop)
- 1984 Starting At The End
- 1984 Heartache
- 1984 Men Like Big Girls

### Albums
- 1981 Doris D. & The Pins
- 1983 Aerobic Dancing Met Doris D.
- 1984 Starting At The End
- 1991 Shine Up & Other Great Hits
- 1992 The Very Best Of